# SK Lebeke-Aalst
SK Lebeke-Aalst was een Belgische voetbalclub uit Lebeke (in Outer). De club was aangesloten bij de KBVB met stamnummer 4262 en had blauw-oranje-wit als clubkleuren. De club was ontstaan uit een fusie van SK Aalst en Sporting Lebeke. De club had verscheidene jaren een damesploeg, die één keer landskampioen werd. In januari 2017 werd bekendgemaakt dat SK Lebeke-Aalst definitief de boeken neerlegde, de jeugdwerking blijft wél bestaan. In april 2017 werd er op de valreep een fusie met KV Sint-Gillis gerealiseerd. Een van de hoofdredenen voor deze fusie was de plek in 2de provinciale die Sint-Gillis via hen kon verkrijgen. De jeugdwerking van Lebeke-Aalst moest op zoek naar een nieuw stamnummer.

## Geschiedenis
De club ontstond in Aalst op het eind de Tweede Wereldoorlog. De club werd als Voetbal Ontspanning Volharden Aalst opgericht in februari 1945, en sloot in juli aan bij de Voetbalbond. De club kreeg stamnummer 4262 toegekend. In oktober 1943 was in Aalst ook een club Ontspanning Adelaars Aalst opgericht. Deze club was eind 1944 aangesloten bij de Voetbalbond met stamnummer 4175.
In 1967 gingen beide clubs samen. De fusieclub werd Sportkring Aalst (SK Aalst) en speelde verder met stamnummer 4262.
In 2002 fusioneerde de club met Sporting Lebeke, een jongere club, die pas in 1981 was ontstaan en stamnummer 8875 droeg. De fusieclub werd SK Lebeke-Aalst genoemd, en speelde verder met het stamnummer 4262 van SK Aalst. De fusieclub bereikte de nationale Bevorderingsreeksen, maar zakte in 2007 weer naar Provinciale.